# Angraecopsis tenerrima
Angraecopsis tenerrima är en orkidéart som beskrevs av Friedrich Fritz Wilhelm Ludwig Kraenzlin. Angraecopsis tenerrima ingår i släktet Angraecopsis och familjen orkidéer.
Artens utbredningsområde är Tanzania. Inga underarter finns listade i Catalogue of Life.